# 애니콜 블루투스 내비게이션
애니콜 블루투스 내비게이션(Anycall Bluetooth Navigation, STT-D370)은 삼성전자에서 2007년 1월 3일에 출시한 차량자동항법장치이다.